# Mongi Kooli
Mongi Kooli (arabe : منجي الكعلي), né le 15 mars 1930 à Ksar Hellal et mort le 14 juin 2018 à Gammarth, est un avocat et homme politique tunisien.

## Biographie
Orphelin de père à l'âge de dix ans, Mongi Kooli part pour Tunis en 1943 et y étudie au Collège Sadiki ; il part ensuite pour Paris en 1954 et sort diplômé de la faculté de droit. Lors du septième congrès de l'Union générale des étudiants de Tunisie, tenu à Tunis en août 1959, il est élu secrétaire général de son bureau exécutif.
Par la suite, il exerce la fonction de gouverneur, à Jendouba (1964-1967) et Bizerte (1967-1969), avant de faire son entrée au gouvernement, d'abord comme secrétaire d'État aux Affaires étrangères puis comme ministre de la Santé, du 31 mai 1976 au 26 décembre 1977. Il est également directeur de la sûreté nationale et ambassadeur en Espagne.
Le 25 avril 1980, il est nommé ministre délégué auprès du Premier ministre et directeur du Parti socialiste destourien, poste qu'il occupe jusqu'au 13 mars 1984. Il devient représentant personnel du président Habib Bourguiba jusqu'au 21 janvier 1986, avec rang de ministre. Il part alors comme ambassadeur en Tchécoslovaquie.
Il est par ailleurs député de la circonscription de Monastir durant la quatrième (1974-1979) puis la sixième législature (1981-1986). Il est également maire de sa ville natale de Ksar Hellal.

## Publication
- Au service de la République, sous l'égide de Bourguiba, Tunis, Cérès, 1999, 252 p.